# 俗字

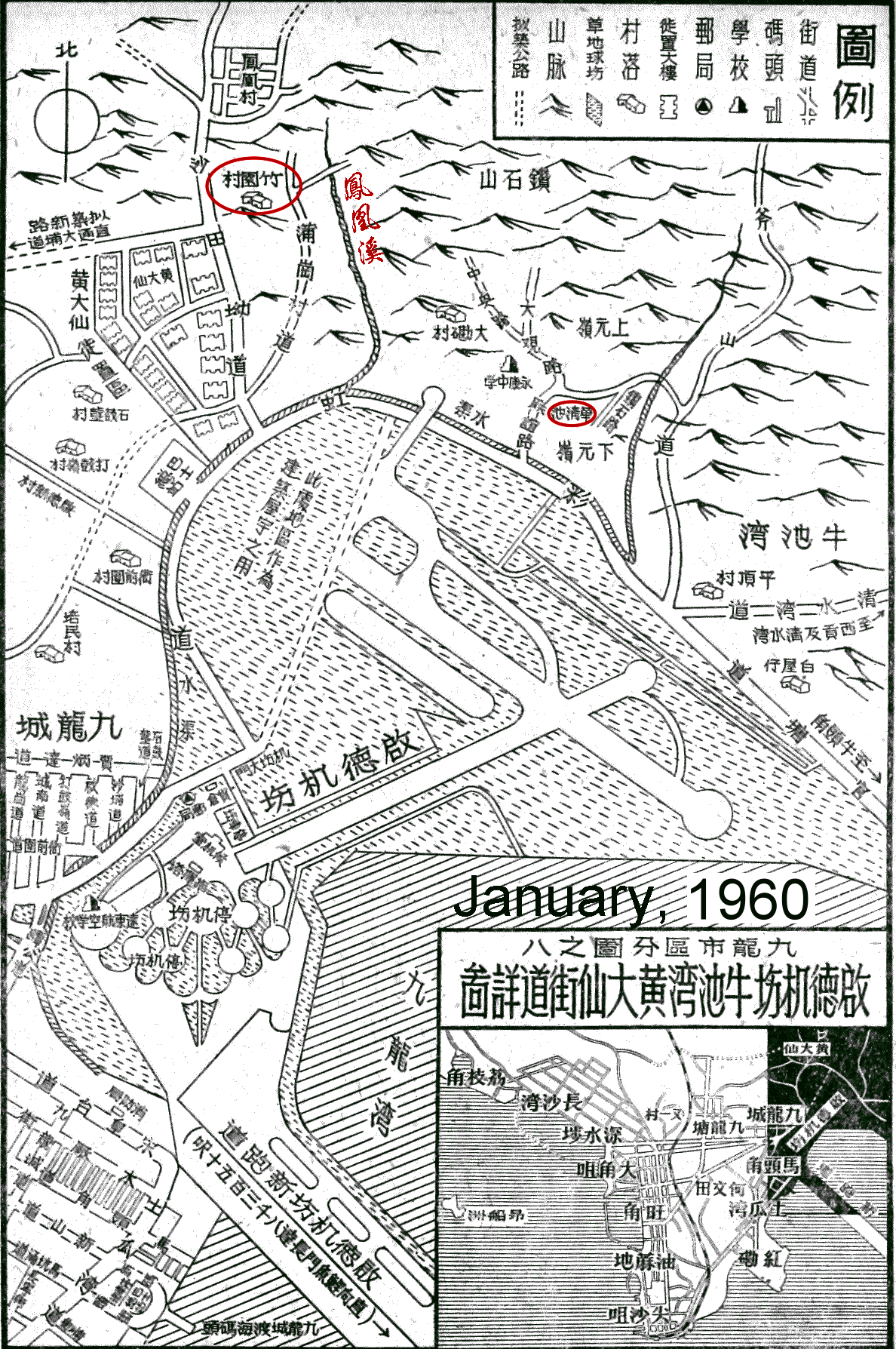
1960年香港啟德機場周围地图，「啟德機場」记做「啟徳机㘯」

俗字，又稱俗寫，指流行於民間，寫法有別於正字的另一種字體。

## 概要
唐代顏元孫《干祿字書》序：「……具言俗、通、正三體。……所謂俗者，例皆淺近，唯籍帳文案，券契藥方，非涉雅言，用亦無爽，倘能改革，善不可加。」指出俗字便於理解，只要不涉官方標準、日常使用即可的性質。而通行俗字也由於約定成俗、無固定規則可循，往往在抄寫或認知上與正字字體產生差異。
俗字定義常因時代演進而有所不同，清代段玉裁《經韻樓集·卷七·書干祿字書後》：「其正字既皆合古，即其通字、俗字，學者流覽，亦可以推古今遷移之故，今世俗字與唐時俗字之有不同，而為校定古書之一助。」
有些昔日視為俗字者，在今日扶正，例如在簡化字與日本新字體中的「台」、日本新字體的等。

## 類型
俗字字體依小學述作，概分四種情形：
- 增筆：相對於正字筆劃較多，如：步→歩
- 省文：相對於正字筆劃較少，如：聲→声
- 易位[1]：縱使與正字筆劃相同，但部件位置相異，如：峰→峯
- 異寫：造字之方法或構想不同[2]，分別如：體↔体、雞↔鷄[3]

## 使用情況

### 繁体中文
- 在台湾，虽然官方有公布到一套规范的繁体字，但民间都习惯使用当地的简化字，如“聽：咡、點：奌、對：対”。[4]
- 在香港，由於義務教育的普及，當今大部分香港人都能夠掌握正体字、正体及正楷，但有時候仍然會因為速度或其他因素而在詞彙或句子中混雜著其他俗字（含簡化字）。[5]
- 澳門的情況與香港相似。

## 簡化字
部分原來的俗字，在後來的簡化字公佈中被扶正。